# Ballade pour un pistolero
Pour plus de détails, voir Fiche technique et Distribution.
Ballade pour un pistolero (Ballata per un pistolero) est un western spaghetti italo-ouest-allemand sorti en 1967, réalisé par Alfio Caltabiano.

## Synopsis
Au milieu du désert, une diligence est attaquée par El Bedoja, un criminel qui tue tous les passagers et l'équipage. Il organise ensuite un holdup à la banque de Mallintown avec son frère Chinchi et ses hommes. Dans un saloon, un jeune chasseur de primes, Blackie, et un pistolero, Kud, sont en quête de deux criminels : le premier tue celui qu'il cherchait avec un sabre ; le second capture le sien vivant après avoir éliminé ses complices. Le shérif rapporte que Kud ne réclame pas l'argent de la récompense, mais qu'il désire suivre le parcours d'une diligence qui transportait de l'argent vers Mallintown.
A Mallintown, le shérif et les gardes de la banque reçoivent la diligence qui transporte l'argent. Ils apprennent que la diligence a été attaquée, mais que les hors-la-loi n'ont pas réussi, leur dit-on, à s'emparer du chargement. L'argent est alors enfermé dans la banque, où le directeur et le président débloquent le coffre fort pour y déposer l'argent, précisément à 14h.
Au même moment, le magasin de munitions de la ville explose, ce qui attire le shérif et beaucoup de ses hommes dans une diversion : El Bedoja en profite pour voler la banque, avec l'aide des passagers de la diligence, qui sont en fait ses complices, déguisés. S'étant emparé de l'argent et ayant éliminé tous ceux qui s'opposaient à eux, El Bedoja et sa bande se réfugient dans la montagne, laissant cependant un blessé dans une ferme voisine.
Kud suit la piste du blessé, et élimine les hommes de Chinchi, puis se trouve face à Chinchi lui-même dans la bergerie. Grâce à Blackie, il parvient à capturer Chinchi et libère une femme qui était prise en otage. Le propriétaire de la ferme apprend à Kud que El Bedoja s'est caché dans une mine abandonnée, tandis que Chinchi parvient à s'enfuir. Kud décide de ne pas le poursuivre, mais d'organiser l'attaque de la mine avec un expert en dynamite, Explosión.
Ce dernier accepte de participer si Kud le protège lors d'un affrontement avec El Toro, un afro-américain qui abuse de son pouvoir : cela se produit au cours d'une grand bagarre au saloon, à laquelle Blackie prend part. Le soir, les trois se préparent et Blackie explique que le colt d'or qu'il porte à son cou est un souvenir de son père, un pistolero. Le même bijou était porté par le frère de Blackie, qui avait été emprisonné alors que Blackie n'avait que cinq ans. Leur père était persuadé de l'innocence de son fils.
Le matin suivant, Kud surprend quelqu'un près de la mine : c'est la femme otage libérée précédemment à la ferme. Mais El Bedoja les capture tous les deux. En effet, Chichi avait organisé la surveillance, après être retourné à la ferme pour y tuer les parents de la femme. Tandis que Kud est enfermé, El Bedoja essaie de violer la femme, puis l'assomme et cache le sac de l'argent dans ses vêtements. Avec son frère et la femme évanouie, ils s'éloignent de la mine, tandis que les autres hors-la-loi s'organisent pour éliminer leur prisonnier. Mais les explosions provoquées par Blackie permettent à Kud de reprendre le contrôle et de tuer tous les bandits.
Explosión indique alors le chemin qu'a pris El Bedoja : il s'est réfugié dans une maison, et menace de brûler la femme qu'il détient en otage. Blackie sauve la femme alors que Kud met le feu à la maison, ce qui contraint les deux frères, El BEdoja Et Chinchi à sortir à découvert ; c'est l'occasion de tuer Chinchi. Kud explique alors qu'il connaissait El Bedoja comme shérif, du temps où celui-ci l'avait aidé à capturer des criminels, avant de le trahir. Il avait mis dans les poches de Kud une part du butin récupéré pour le compromettre, ce qui lui avait valu 15 ans de prison.
El Bedoja essaie d'attaquer Kud, mais se fait tuer. Blackie essaie alors de s'en aller avec l'argent, mais Kud le défie et après l'avoir désarmé, lui montre le second colt d'or qu'il porte, se révélant ainsi le frère de Blackie. Ce dernier décide d'abandonner sa carrière de chasseur de primes, et quitte la ferme avec la femme et son frère retrouvé.

## Fiche technique
- Titre français : Ballade pour un pistolero ou Ballade d'un pistolero[2]
- Titre original italien : Ballata per un pistolero
- Genre : western spaghetti
- Réalisation : Alfio Caltabiano
- Scénario : Alfio Caltabiano, Ernst R. von Theumer
- Musique : Marcello Giombini
- Production : Ernst R. von Theumer pour Giano Film, Prodi Cinematografica, Tefi Filmproduktion
- Photographie : Guglielmo Mancori
- Montage : Alberto Gallitti
- Décors et costumes : Enzo Bulgarelli
- Maquillage : Giulio Natalucci
- Durée : 98 minutes
- Format d'image : 2.35:1
- Pays :  Italie,  Allemagne de l'Ouest
- Année de sortie : 1967
- Langue originale : italien
- Distribution en Italie : Titanus
- Date de sortie en salle en France : 31 juillet 1968[2]

## Distribution
Sauf indication contraire, les informations mentionnées dans cette section peuvent être confirmées par la base de données cinématographiques IMDb,  présente dans la section « Liens externes ».
- Dragomir Bojanić (sous le pseudo d'Antony Ghidra) : Kud
- Angelo Infanti : Blackie
- Mario Novelli (sous le pseudo d'Antony Freeman) : Chinchi
- Alfio Caltabiano (sous le pseudo d'Al Northon)[3] : El Bedoja
- Dante Maggio (sous le pseudo de Dan May) : Explosión
- Monica Teuber : Maruja
- Ellen Schwiers : la mère de Maruja
- Ivan Scratuglia : Martinez
- Lanfranco Ceccarelli : El Toro
- Hermann Nehlsen : le directeur de la banque
- Peter Jacob : le shérif
- Nicola Balini